# Svenska geologiska namnkommittén
Svenska geologiska namnkommittén har som huvuduppgift att granska och godkänna eller avslå inkomna förslag till namn på geologiska enheter och andra geologiska företeelser i Sverige. Ledamöterna representerar de större geovetenskapliga institutionerna i Sverige, Sveriges geologiska undersökning och den svenska geoindustrin. Kommittén är underställd Svenska nationalkommittén för geologi och Kungliga Vetenskapsakademien.